# 荒巻全紀
荒巻 全紀（あらまき ぜんき、1980年10月25日 - ）は、日本の俳優。HARVEST FILM所属。

## 来歴・人物
主演を務めた、小澤雅人監督の短編映画『hard cold greenhouse』がドレスデン映画祭で特別上映され映画初出演。原田眞人監督『わが母の記』や、青山真治監督のドラマシリーズ『最上のプロポーズ』、『贖罪の奏鳴曲』に出演したほか、青山真治演出舞台『ワーニャおじさん』ではワーニャ役を務めた。
映画『菊とギロチン』への出演は、一般オーディションに応募してギロチン社倉地啓司役を勝ち取ったが、実は応募書類を提出したときには既に書類審査は終わっていて実技審査が始まっていた時期であり、締切後に応募をして、その翌日にたまたま実技審査の枠に空きが出たため参加可能の連絡をもらってオーディションを受けることができた、と本人が映画の上映後トークショーで明かしている。

## 出演作品

### 映画
- hard cold greenhouse（2006年）
- わが母の記（2012年）
- 月光（2016年）
- 光（2017年）
- 友罪（2018年）
- 菊とギロチン（2018年）[4]
- 日日是好日（2018年）[5]

- 母を亡くした時、僕は遺骨を食べたいと思った。（2019年）
- タロウのバカ（2019年）
- MOTHER マザー（2020年）
- 湖の女たち（2024年）[6]

### 舞台
- 『ヤング・マーブル・ジャイアンツ』KERA・MAP＃004（演出：ケラリーノ・サンドロヴィッチ）（2005年）
- 『ワーニャおじさん』（演出：青山真治） - ワーニャ 役（2014年）[5]

### TVドラマ
- 『怪奇大作戦 ミステリー・ファイル』NHK BSプレミアム　第三話「闇に蠢く美少女」（2013年）
- 『贖罪の奏鳴曲』連続ドラマW（2013年）

### MV
- MINAKUMARI PV『Sweet Maroon』（2008年）

### インターネット放送
- 最上のプロポーズ（2013年5月-配信開始 携帯電話ドラマ BeeTV）
- 深夜食堂-Tokyo Stories-（第4部）（2016年10月-配信開始 Netflix）「たまご豆腐」の回